# 奥斯汀佩伊州立大学
奥斯汀佩伊州立大学（英语：Austin Peay State University，简称：APSU 或 AP），始创于1927年，是一所位于美国田纳西州克拉克斯维尔的区域性公立综合性大学。奥斯汀佩伊州立大学当前所在校址自1845年以来便一直被专业的教育机构所沿用至今。1927年，奥斯汀佩伊州立大学在该地正式成立，其校名“奥斯汀佩伊”源自时任田纳西州州长奥斯汀·佩伊，因此该校吉祥物的昵称便是“州长”。奥斯汀佩伊州立大学隶属于田纳西督导委员会（Tennessee Board of Regents），日常运营则由奥斯汀佩伊州立大学委员会（Austin Peay State University Board of Trustees）负责。APSU的办学资质得到美国南方高校联盟（Southern Association of Colleges and Schools）的认证。2012年，APSU被南方高校联盟评为“田纳西州成长最快的大学” （The Fastest-growing University in Tennessee）。 2019年，奥斯汀佩伊州立大学的在读学生人数突破11,000人。

## 知名校友
- 罗纳德·L·贝里，美国海军陆战队中将